# John D'Or Prairie
John D'Or Prairie est une localité amérindienne située sur la réserve indienne de John D'Or Prairie 215 (en) de la Nation crie de Little Red River dans le Nord de l'Alberta au Canada. Elle est située le long de la rivière Lawrence en amont de la rivière de la Paix et au sud des monts Caribou.

## Annexe